# Peste septicémica
Peste septicémica(europeu) ou septicêmica(brasileiro) é uma das três principais formas de peste (juntamente com a peste bubónica e a peste pulmonar). É causada, tal como as outras variantes de peste pela bactéria gram-negativa Yersinia pestis. É uma doença que pode conduzir à morte, através da infecção do sistema circulatório. Em geral, é transmitida através da picada de pulgas infetadas.
Tal como outras formas de septicemia gram-negativa, a peste septicémica pode causar coagulação intravascular disseminada e é quase sempre fatal quando não é tratada. Contudo, apenas ocorre numa minoria das infeções causadas por Yersinia, pelo que, em geral, menos de 5000 pessoas por ano adquirem a doença. É, de facto, a mais rara das três variedades da patologia em causa.